# Niviventer brahma
Niviventer brahma is een knaagdier uit het geslacht Niviventer dat voorkomt in de bergen van Zuidoost-Azië. Dit dier is gevonden in Arunachal Pradesh (Noordoost-India), Noord-Myanmar en Noordwest-Yunnan (Zuid-China). Deze soort is het nauwste verwant aan N. eha, hoewel hij vroeger als een synoniem van N. fulvescens is gezien.
De vacht is lang en dik. De rug is oranjebruin, de onderkant wit. Om elk oog zit een donkerbruine ring van ongeveer 2 mm breed. De ene ring is met de andere verbonden door een dunne band over de bek. De neus is donkerbruin. De oren zijn donkerbruin. De voeten zijn van boven bruingrijs en van onder zilvegrijs. De lange, dichtbehaarde staart loopt uit in een korte borstel. Per centimeter zitten er 15 tot 17 schubben op. Oppervlakkig lijkt deze rat op soorten van het Zuid-Amerikaanse geslacht Rhipidomys of het Nieuw-Guinese geslacht Pogonomelomys. De kop-romplengte bedraagt 127 tot 145 mm, de staartlengte 201 tot 225 mm, de achtervoetlengte 27 tot 33 mm, de oorlengte 20 tot 25 mm en de schedellengte 32 tot 36 mm. Vrouwtjes hebben 0+1+2=6 mammae.